# Sân vận động Quốc gia (Sierra Leone)
Sân vận động Siaka Stevens (tiếng Anh: Siaka Stevens Stadium), thường được gọi một cách không chính thức là Sân vận động Quốc gia (tiếng Anh: National Stadium), là sân vận động quốc gia của Sierra Leone, nằm ở thủ đô Freetown. Sân được sử dụng chủ yếu cho các trận đấu bóng đá và sân cũng có các cơ sở vật chất cho điền kinh. Đây là sân vận động lớn nhất và chính ở Sierra Leone với sức chứa 45.000 người. Sân vận động là sân nhà của đội tuyển bóng đá quốc gia Sierra Leone, được gọi là Leone Stars.
Một số câu lạc bộ bóng đá Sierra Leone chuyên nghiệp trong Giải bóng đá Ngoại hạng Quốc gia Sierra Leone chơi các trận sân nhà của họ tại sân vận động. Sân vận động đôi khi cũng được sử dụng làm địa điểm tổ chức giải trí xã hội, văn hóa, tôn giáo, chính trị và âm nhạc. Lễ nhậm chức của Tổng thống Sierra Leone mới đắc cử thường được tổ chức tại sân vận động.
Sân vận động Siaka Stevens thuộc sở hữu của Chính phủ Sierra Leone và được vận hành, điều hành và quản lý bởi Bộ Thể thao Sierra Leone, về mặt kỹ thuật là một bộ phận của Chính phủ Sierra Leone.
Sân vận động được đặt tên theo tổng thống đầu tiên của Sierra Leone là Siaka Stevens, người đã ký và phê duyệt ngân sách xây dựng sân vận động vào năm 1979.

## Lịch sử
Được xây dựng vào năm 1979 với tên gọi là Sân vận động Siaka Stevens (được đặt theo tên của Tổng thống Siaka Stevens), tên của sân vận động đã được thay đổi vào năm 1992 khi một cuộc đảo chính được phát động bởi một nhóm sĩ quan quân đội trẻ tự thành lập Hội đồng cai trị lâm thời quốc gia (NPRC). Năm 2008, người hâm mộ kêu gọi đổi tên sân vận động Siaka Stevens, với lý do không đạt được thành công thể thao kể từ khi thay đổi.
Sân vận động trước đây ở đó được gọi là Sân vận động Reckrie. Sân đã bị phá bỏ hoàn toàn vào cuối những năm 70, và Trung Quốc đã giành được hợp đồng xây dựng một sân vận động có tên ban đầu là Sân vận động Quốc gia. Sân đã được đổi thành Sân vận động Siaka Stevens trước khi chính thức mở cửa ngày 18 tháng 4 năm 1979.